# Nikita Ignatyev
Nikita Ignatyev (né le 21 juin 1992 à Novossibirsk) est un gymnaste russe.

## Carrière sportive
En 2016, il devient champion d'Europe au concours par équipes.